# Влечуги в България
На територията на България се срещат постоянно 33 вида Влечуги. Сред тях са 4 вида костенурки, представители на 2 семейства, 16 вида змии от 4 семейства и 13 вида гущери от 4 семейства. Освен тях два вида змии (степна усойница и аспида) не са наблюдавани от 30-те години на 20 век и се смятат за изчезнали в България, а от два вида морски костенурки (зелена морска костенурка и карета) са намирани само отделни екземпляри, случайно навлезли в Черно море през Босфора.
Най-скоро откритият вид е черновратата стрелушка, която е регистрирана за пръв път на територията на страната през 1979. Съществува известна възможност в бъдеще да бъдат наблюдавани и видовете Eremias argutas (гущер, срещащ се в Северна Добруджа) и Vipera xanthina (отровна змия, срещаща се в Беломорска Тракия).

## Списък на видовете

### РазредSquamata-- Люспести

#### ПодразредSerpentes-- Змии
- Семейство Boidae -- Боидни (Лъжекраки)
  - род Eryx -- Пясъчни бои (Змии пясъчници)
    - Eryx jaculus -- Пясъчна боа (Змия пясъчница, Турска боа)
- Семейство Colubridae -- Смокообразни (Смокове)
  - род Coluber -- Смокове стрелци (Стрелци)
    - Coluber caspius -- Смок стрелец (Синурник)

- -     - Coluber najadum -- Стрелушка (Тънък стрелец, Тънък смок, Синьопетнист смок)
    - Coluber rubriceps -- Черноврата стрелушка

  - род Coronella -- Медянки
    - Coronella austriaca -- Медянка

  - род Elaphe -- Пъстри смокове
    - Elaphe longissima -- Смок мишкар
    - Elaphe quatuorlineata -- Ивичест смок
    - Elaphe sauromates -- Пъстър смок

  - род Malpolon -- Вдлъбнаточели смокове
    - Malpolon monspessulanus -- Вдлъбнаточел смок

  - род Natrix -- Водни змии
    - Natrix natrix -- Жълтоуха водна змия (Обикновена водна змия)
    - Natrix tessellata -- Сива водна змия (Дългоглава водна змия)

  - род Telescopus -- Котешки змии
    - Telescopus fallax -- Котешка змия

  - род Zamenis
    - Zamenis situla -- Леопардов смок
- Семейство Typhlopidae -- Червейници
  - род Typhlops -- Змии червейници
    - Typhlops vermicularis -- Змия червейница
- Сем. Viperidae -- Отровници
  - род Vipera -- Усойници
    - Vipera ammodytes -- Пепелянка
    - Vipera aspis -- Аспида (Каменарка)
    - Vipera berus -- Усойница
    - Vipera ursinii -- Степна усойница (Остромуцунеста усойница, Урсиниева усойница)

#### ПодразредSauria-- Гущери
- Семейство Anguidae -- Слепоци
  - род Anguis -- Слепоци
    - Anguis fragilis -- Слепок (Крехар)

  - род Ophisaurus -- Змиегущери
    - Ophisaurus apodus -- Змиегущер (Жълтокоремен гущер, Жълтокоремник)
- Семейство Gekkonidae -- Геконови
  - род Cyrtopodion
    - Cyrtopodion kotschyi (Cyrtodactylus kotschyi) -- Балкански гекон (Нощен гущер)
- Семейство Lacertidae -- Същински гущери (Гущерови, Гущери)
  - род Lacerta -- Гущери
    - Lacerta agilis -- Ливаден гущер
    - Lacerta praticola -- Горски гущер
    - Lacerta trilineata -- Ивичест гущер
    - Lacerta viridis -- Зелен гущер
    - Lacerta vivipara -- Живороден гущер (Планински гущер)

  - род Ophisops -- Змиеоки гущери
    - Ophisops elegans -- Змиеок гущер

  - род Podarcis -- Стенни гущери
    - Podarcis erhardii -- Македонски гущер
    - Podarcis muralis -- Стенен гущер
    - Podarcis taurica -- Кримски гущер
- Семейство Scincidae -- Сцинкови
  - род Ablepharus -- Късокраки гущери
    - Ablepharus kitaibelii -- Късокрак гущер

### Разред Костенурки
| Семейство Морски костенурки (Cheloniidae)       | Семейство Морски костенурки (Cheloniidae) | Семейство Морски костенурки (Cheloniidae) | Семейство Морски костенурки (Cheloniidae) | Семейство Морски костенурки (Cheloniidae)                            |
| ----------------------------------------------- | ----------------------------------------- | ----------------------------------------- | ----------------------------------------- | -------------------------------------------------------------------- |
| Род Карети Caretta                              | Карета                                    | Caretta caretta                           | Застрашен                                 | В териториалните води на Черно море, като са улавяни два екземпляра. |
| Род Зелени морски костенурки Chelonia           | Зелена морска костенурка                  | Chelonia mydas                            | Застрашен                                 | В териториалните води на Черно море, улавян единствен екземпляр.     |
| Семейство Блатни костенурки (Emydidae)          |                                           |                                           |                                           |                                                                      |
| Род Европейски блатни костенурки Emys           | Европейска блатна костенурка              | Emys orbicularis                          | Почти застрашен                           | В почти цялата страна.                                               |
| Семейство Азиатски речни костенурки (Geoemydae) |                                           |                                           |                                           |                                                                      |
| Род Каспийски блатни костенурки Mauremys        | Южна блатна костенурка                    | Mauremys rivulata                         |                                           | В най-южните части на страната.                                      |
| Семейство Сухоземни костенурки (Testudinidae)   |                                           |                                           |                                           |                                                                      |
| Род Обикновени костенурки Testudo               | Шипобедрена костенурка                    | Testudo graeca                            | Уязвим                                    | В южна и източна България.                                           |
| Род Обикновени костенурки Testudo               | Шипоопашата костенурка                    | Testudo hermanni                          | Почти застрашен                           | В почти цялата страна.                                               |